# Benespera
 (septembre 2009).
Si vous disposez d'ouvrages ou d'articles de référence ou si vous connaissez des sites web de qualité traitant du thème abordé ici, merci de compléter l'article en donnant les références utiles à sa vérifiabilité et en les liant à la section « Notes et références ».
Benespera est un village portugais, situé dans la Province de la Beira Alta, plus précisément à la limite avec la Province de la Beira Baixa sur les contreforts de la Serra da Estrela. Le village se niche à près de 800 mètres d'altitude. 
Il est situé à la limite sud de la municipalité (concelho) de Guarda ayant pour voisins les villages de Vela, Ramela, João Antão, Santana da Azinha e Adão. 
Benespera fait frontière avec deux autres municipalité, celle de Sabugal, touchant les villages de Pousafoles et Bendada. Et celle de Belmonte, par le village de Maçaínhas. 

## Légendes

### Le Trésor Caché dans la Fontaine de Nossa Senhora Dos Anjos
Près de la chapelle de Nossa Senhora dos Anjos, il existe une fontaine très ancienne qui daterait du XIVe siècle avec une sphère armillaire sculptée sur le granite. 
Cette fontaine a toujours été connue pour ses enchantements ou ses mystères. Justement, on dit qu'à l'intérieur de cette sphère se cacherait un fabuleux trésor. 
Pour arriver à ce trésor, il serait nécessaire de retirer cette sphère armillaire en prenant de grandes précautions. Cela explique pourquoi de nombreuses mutilations ont été faites sur cette sphère armillaire, qui sont bien visibles aujourd'hui.

### La cloche de l'église dérobée par la cathédrale de Guarda
Il existe une légende associée à une cloche que possédait l'église de Santo Antão et qui aurait été volée et emmenée à la cathédrale de Guarda.
Il parait que dans l'église de Benespera, il y avait une cloche très grande avec un son extraordinaire qui retentissait à travers les terres voisines les plus éloignées.
Lors de la fin des travaux de la cathédrale, plus particulièrement des clochers, et connaissant la renommée de la cloche de l'église de Santo Antão, virent à Benespera pour voler cette fabuleuse cloche qu'il placèrent par la suite dans un des clochers de la cathédrale.

### LaPata do Cavalo
Située à Fonte Boa, sur le chemin allant au Cabeço das Fráguas existe une pierre connue par le nom Pata do Cavalo (traduction littérale, en français : « patte de cheval ») dû à la légende. 
Une personne très importante de la région qui passait sur ce chemin à cheval fut attaquée subitement par des loups qui le poursuivirent férocement en descendant de la montagne.
Le cavalier dans sa fuite désespérée allait pratiquement tomber dans un précipice quand une apparition divine de saint Antoine (Santo Antão) apparut. À cet instant, le cheval fut stoppé sur une grande pierre où il laissa marqué un des sabots. Cela permit d'éviter que le cavalier chute dans le profond ravin. Et les loups disparurent inexplicablement, cessant d'attaquer le fortuné cavalier.

### Cabeço das Fráguas et la fondation de Guarda
Il existe une légende qui lie le Cabeço das Fráguas où il y avait jadis un Castro (château romain), à la fondation de la ville de Guarda.
Quand Dom Sancho I décida de fonder Guarda, il choisit précisément l'endroit du Cabeço das Fráguas. Les travaux commencèrent mais mystérieusement à la fin de chaque journée de travail, l'outillage apparaissait à l'endroit où se trouve la ville actuellement. 
Ce phénomène se reproduisit beaucoup de temps durant jusqu'à ce que le Roi interpréta ce message étrange, éventuellement divin comme un signe disant que la ville ne devrait pas être bâtie au Cabeço das Fráguas mais à l'emplacement où les outils allaient. Il décida de transférer les travaux à l'emplacement actuel de la ville et d'abandonner l'ouvrage commencé au Cabeço das Fráguas. 
Il semblerait que cette pierre portant la Pata do Cavalo fut déplacé récemment lors des travaux de voirie, et se trouverait retourné à proximité.

### La construction de l'église de Santo Antão
On raconte qu'au XVIIIe siècle, le chantier de la construction de l'actuelle église de Santo Antão commença au centre du village, au milieu du peuple comme cela était de coutume au Portugal.
Un phénomène mystérieux se produisit, tous les matins, les outils apparaissaient à l'emplacement où fut construit le couvent de Santo Antão.
Les villageois y virent un message divin, surement en rapprochement à Santo Antão qui dans sa vie a toujours aimé vivre isolé de la population. L'église fut effectivement construite à l'écart de la population, à près d’un kilomètre de celle-ci à l'emplacement même où fut bâti le couvent. Aujourd'hui encore, aucune maison n'est construite à proximité même de l'église, la laissant isolée et éloignée de la population.

### Le moine de Belmonte qui mourut à la porte de l'église
Dans les Mémoires Paroissiales du XVIIIe siècle, on y raconte qu'un jour le curé de Benespera, le Révérend Bernardo Homem Botelho laissa l'église pour aller dîner. Il trouva à la porte de l'église un religieux de l'Orde Terceira du couvent de Nossa Senhora da Esperança, de Belmonte. Le religieux priait avec beaucoup de piété, à genoux et les mains jointes.
Le Curé l'invita à dîner avec lui mais le religieux répondit au Curé qu'il pouvait aller manger seul. Le religieux ajouta qu'il serait très bientôt lui aussi en train de dîner, avec Jésus Christ.
Plus tard, après s'être sustenté, le Curé revint à l'église. Il y trouva le religieux mort, à genoux, la mains jointes exactement dans la même position que quand il était encore vivant.

### La cloche subtilisée du cimetière
Au cimetière, à droite du portail, il y avait un arc en fer avec une cloche. L'arc métallique fut retiré il y a quelques années déjà. Ce ne devait pas être une cloche quelconque. Elle avait sans doute une histoire qui touchait profondément les habitants de Benespera. On raconte qu'un jour des voleurs volèrent au village plusieurs objets religieux parmi lesquels la cloche du cimetière.
Par la suite, des bruits coururent que les voleurs durant leurs fuites, jetèrent la cloche dans un puits non identifié du village.
C'est alors que plusieurs puits ont été explorés pour retrouver la cloche mais en vain. Et à ce jour, la cloche dérobée n'a jamais été revue.

### L'enterrement de l'image de Santo Antão-o-Velho
Quand l'image primitive de Santo Antão de l'église possiblement apportée par des moines antonins venant de France (fondateurs de l'Ordre hospitalier de Saint-Antoine) et vénérée durant de nombreuses années dans l'église de Benespera a dû être remplacée par une nouvelle image de Santo Antão, une cérémonie funèbre et à la fois festive a été faite.
À cette époque, le parvis de l'église servait de cimetière. Il fut décidé d'enterrer l'image de Santo Antão-o-Velho à l'endroit qui lui soit le plus approprié, c'est-à-dire juste devant la porte principale de l'église. Une grande pierre tombale de granite fut posée sur la sépulture qui encore bien présente aujourd'hui.
Cette énorme pierre tombale s'est fissurée peu de temps après, ce qui a effrayé la population. Il n'y avait aucune explication à ce phénomène et alors fut proclamé le Miracle de Santo Antão. 